# Pensées de couvent
Pensées de couvent – ou en anglais Convent Thoughts – est un tableau réalisé par le peintre britannique Charles Allston Collins. Commencée en 1850 à Botley, dans l'Oxfordshire, cette huile sur toile de format vertical est achevée en 1851 à Londres.
Il s'agit d'une scène de genre préraphaélite qui représente une jeune religieuse regardant une passiflore près d'une mare poissonneuse, dans le jardin clos de son couvent. Son encadrement doré est notamment décoré d'une inscription en latin tirée du Cantique des cantiques. Celle-ci souligne la présence de lys près de la sœur, tout en renvoyant par ailleurs au missel qu'elle tient ouvert à une page illustrée par une Crucifixion.
Exposée à la Royal Academy l'année de sa création, l'œuvre y est appréciée par John Ruskin, qui indique souhaiter ardemment pouvoir la posséder. Legs de Madame Thomas Combe en 1893, elle est conservée à l'Ashmolean Museum, à Oxford. Un dessin de 1853 figurant la même scène se trouve à la Tate Britain, à Londres.

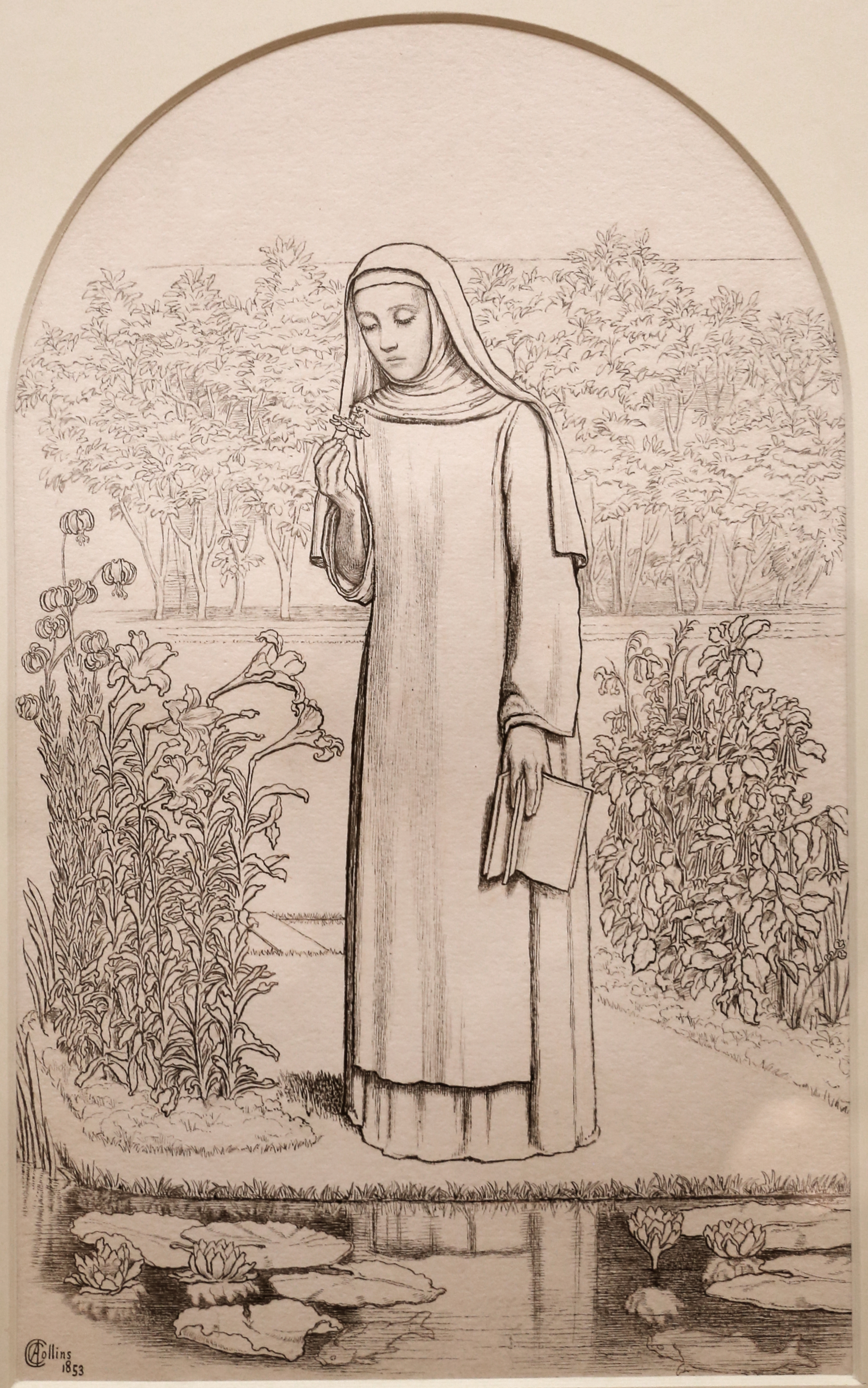
Convent Thoughts, 1853 – Tate Britain, Londres.